# Кахетський хребет
Кахе́тський хребет (Кахетинський хребет) — гірський хребет у Грузії, в південній частині Великого Кавказу. Слугує вододілом річок Іорі та Алазані.
Починається від гори Великий Борбало. Протяжність хребта становить близько 120 км; геологічним (орологічним) продовженням його є Циви-Гомборський хребет, вище (північніше) якого тягнеться Кахетська долина. Максимальна висота хребта — 2595 м (Лагаїсмта,42°19′31″ пн. ш. 45°12′10″ сх. д. / 42.32528° пн. ш. 45.20278° сх. д., на північ від гори Тбатанісмта). Хребет складний переважно пісковиками, мергелями, сланцями. Схили вкриті широколистяними лісами та чагарниками. На висоті 2000 м — гірські луки. У нижніх частинах схилів — виноградники.